# Figur-Grund-Wahrnehmung

Kippfigur: (a) zwei schwarze Gesichter vor weißem Hintergrund und (b) eine weiße Vase vor schwarzem Hintergrund

Der Betrachter sieht entweder ein schwarzes Kreuz auf weißem Grund oder ein weißes Kreuz auf schwarzem Grund.

Figur-Grund-Wahrnehmung ist ein Fachausdruck aus dem Bereich der Sinneswahrnehmung. Er beschreibt die Unterscheidung von Vordergrund (Figur) und Hintergrund (Grund) bei der Gewichtung von wahrgenommenen Reizen/Sinneseindrücken. Die Untersuchung von Figur-Grund-Prozessen, und speziell von Eigenschaften der Figur im Vordergrund im Sinne einer Gestalt, bildet den Schwerpunkt der Forschung und der Theorie der Gestaltpsychologie.

## Figur und Grund

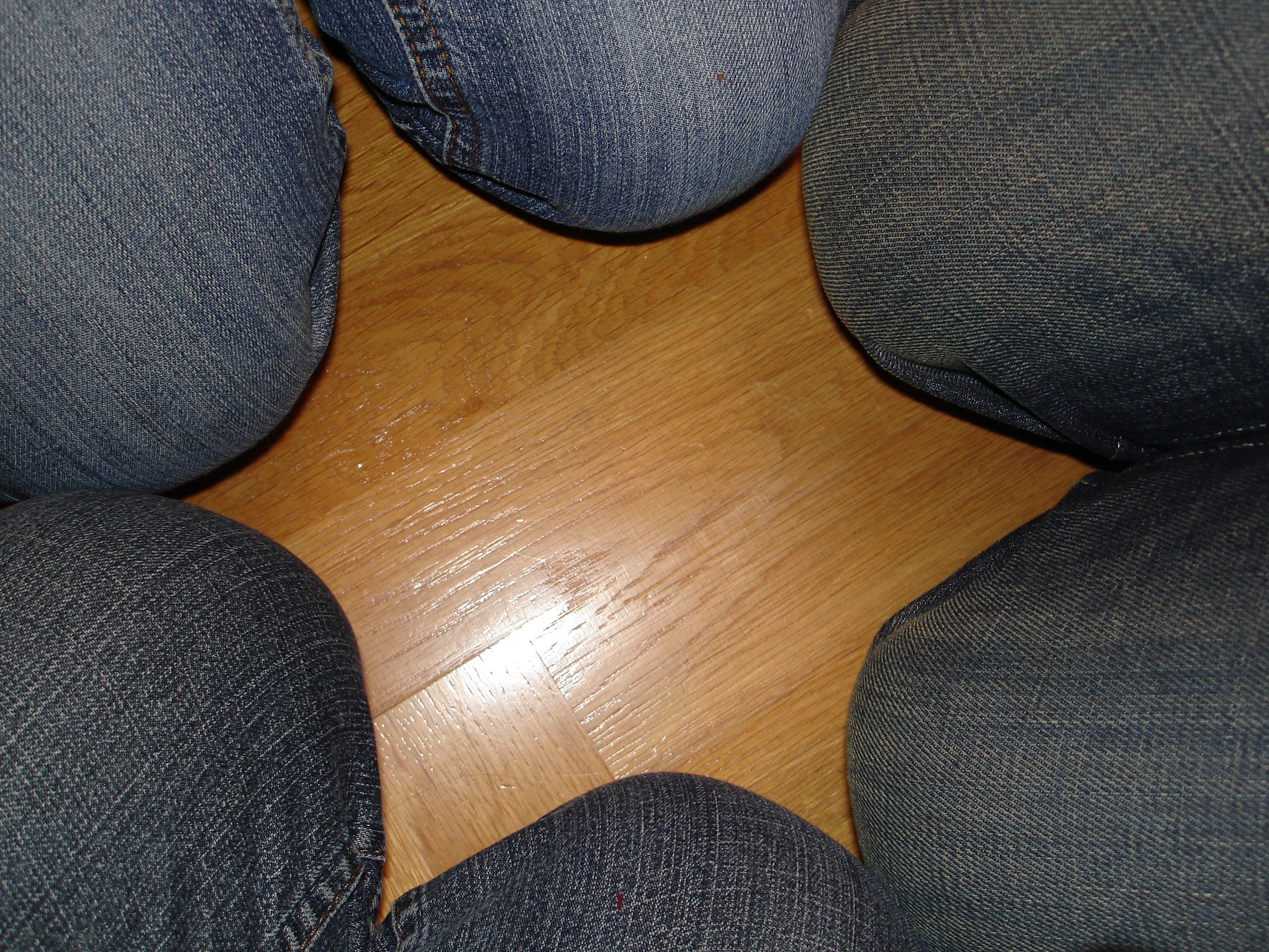
Der eigentliche Hintergrund wird zur Figur.

Aus den vielen, unterschiedlichen Sinneseindrücken einer Situation, die gleichzeitig auf den Menschen einströmen, kann das Gehirn die Eindrücke ausfiltern, die es zu diesem Zeitpunkt als die Wichtigsten erachtet. Diese Eindrücke werden zum Vordergrund, zur „Figur“. Sie werden bewusst und differenziert wahrgenommen und bilden das Zentrum der Aufmerksamkeit. Die übrigen Sinneseindrücke, die als unwichtig erkannt werden, treten in den Hintergrund und bilden den „Grund“.
Die Unterscheidung zwischen Figur und Grund ist nicht in allen Fällen eindeutig. Der Mensch neigt dazu, symmetrisch gestaltete, aber auch konvexe Bereiche, als Figur zu deuten. Kleinere Gestaltkomponenten werden eher als Figur wahrgenommen als größere. Auch die Orientierung der einzelnen Komponenten beeinflusst die Wahrnehmung. Bereiche, die horizontal oder vertikal ausgerichtet sind, erhöhen die Wahrscheinlichkeit, dass sie als Figur wahrgenommen werden.
Beispiel (Kontur-Spiegelungen)
Die abgebildeten Konturen sind folgendermaßen auseinander hervorgegangen:
- A und B durch Parallelverschiebung,
- B und C sowie C und D jeweils durch Achsenspiegelung,
- D und E durch Parallelverschiebung,
- E und F durch Achsenspiegelung.

Während die Konturen C und D eher als holistische Figur wahrgenommen werden, verstärken die Konturen E und F die Wahrnehmung einer Figur gegenüber den Konturen C und D, da die Konturen E und F den Eindruck einer konvexen Gestalt vermitteln.

## Sinnesleistung
Zur Figur-Grund-Wahrnehmung ist es erforderlich, die Aufmerksamkeit selektiv/herausfilternd zu lenken. Die betreffenden Sinnesleistungen sind dabei das Heraushören, -sehen, -riechen, -schmecken, -ertasten. Dabei müssen die einzelnen Sinnesreize unterschieden und wiedererkannt werden. Um diese Unterscheidung leisten zu können, ist es wesentlich, gut zu filtern und so Wichtiges von Unwichtigem zu unterscheiden. Kann ein Mensch seine Sinneseindrücke nicht unterscheiden/filtern, wird er überschwemmt mit Sinneseindrücken aus allen Sinneskanälen.

## Weiterführende Literatur
- Michael Junga: Training zur Förderung von Konzentration, Wahrnehmung und Gedächtnis. Band 4: Figur-Grund-Wahrnehmung. (= Bergerdorfer Wendekarten). Persen, Horneburg 2002, ISBN 3-89358-907-4.
- Klaus Fischer: Händigkeit als Basiskompetenz für den Schriftspracherwerb. In: Motorik. 29, 2006, 3, S. 95–101. ISSN 0170-5792 (Abstract)
- Marion Puttich-Becke: Wir ueben Woerter mit B/b gekoppelt mit Uebungen zur Figur-Grund-Wahrnehmung. In: Sonderschulmagazin. 15, 1993, 7–8, S. 15–16. ISSN 0724-5564
- Lars Tischler: Figur-Grund-Unterscheidung doi:10.13140/RG.2.1.2866.8007